# Markus Matthias Rapp
Markus (Matthias) Rapp (* 21. Juli 1955 in Stuttgart) ist ein deutscher Bildhauer.
Rapp absolvierte von 1976 bis 1978 eine Lehre als Steinmetz und Bildhauer, studierte  an der Freien Kunstschule Stuttgart von 1978 bis 1980 Malerei bei Gerd Neisser und von 1980 bis 1986 an der Staatlichen Akademie der bildenden Künste Stuttgart Bildhauerei bei Alfred Hrdlicka. Seit 1986 ist er freischaffend tätig.
Er lebt heute in Vaihingen an der Enz.

## Werke und Auszeichnungen

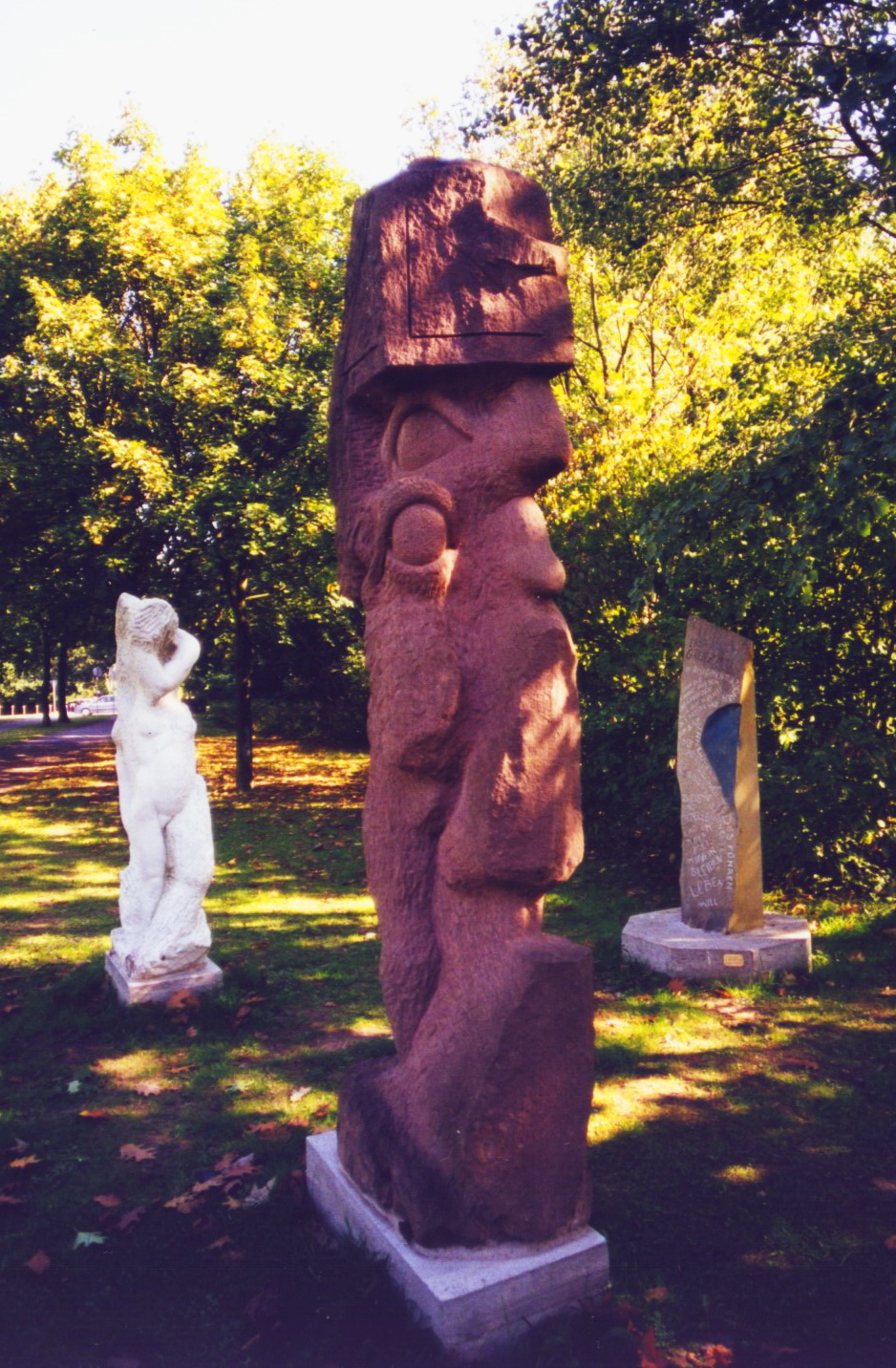
Skulpturengruppe Weiße Rose-Projekt in Langenhagen

- 1983 Gruppenpreis der Stadt Hamburg für antifaschistisches Denkmal
- 1986–1989 Atelierstipendium des Landes Baden-Württemberg
- 1993 „MARA - der Bildhauer Markus Rapp“ Katalog
- 1994 Kulturforum Airport Stuttgart, mit Hans Sailer
- 1994 Teilnahme „Symposium der Landschaft“
- 1996 Bildhauerstipendium in Meppen
- 1996/1998/2002 Leitung der Sommerakademie, gefördert durch das Land Niedersachsen
- 1992–1997 Arbeit am „Weiße Rose-Projekt“, dreiteilige Skulpturengruppe aus Sandstein und Marmor
- 2000 „99 Standpunkte“, Skulpturenausstellung der Kulturstiftung Langenhagen e. V. zur Expo 2000, Hannover
- 2001–2003 „Von Deutscher Einheit“, Skulpturenprojekt zu "Deutsche Einheit"
- 2004 „Von Deutscher Einheit“, Landesgartenschau Nordhausen / Thüringen